# 古威爾士語
古威爾士語（Hen Gymraeg）一般認為存在於6世紀中至7世紀中期，直至12世紀此種威爾士語發展為中古威爾士語，屬於一種布立吞亞支的凱爾特語言。
有很多詩及短文都在這段時期被保留下來，縱使有些作品如《高多汀》(Y Gododdin) 詩作都是以後期手稿的形式存留。現存最古老且全然以古威爾斯語寫成的作品應為目前保存於特溫 (Tywyn) 教堂的一座墓碑，然則其年代也只在8世紀早期。另外還有一份利奇菲爾德福音 (Book of St. Chad) 也是以古威爾斯語及拉丁語寫成，雖然這份作品被認為是寫於8世紀晚期或9世紀，然而它卻可能是6世紀或7世紀一份作品的複本。
在語言的互通性方面，除非藉助一些額外的注解，否則現代的威爾斯語使用者是無法看懂古威爾斯語的。